# Пашков, Илья Михайлович
Илья́ Миха́йлович Пашко́в (2 августа 1897 года, сел. Верхний Ломовец, Землянский уезд, Воронежская губерния — 20 ноября 1961 года, Новороссийск, Краснодарский край) — советский военный деятель, генерал-майор (5 мая 1945 года).

## Начальная биография
Илья Михайлович Пашков родился 2 августа 1897 года в селе Верхний Ломовец ныне Долгоруковского района Липецкой области.

## Военная служба

### Первая мировая и гражданская войны
В мае 1916 года призван в ряды Русской императорской армии и направлен рядовым в 254-й пехотный запасной полк, дислоцированный в Ярославле, где после окончания учебной команды в том же году произведён в младшие унтер-офицеры. В феврале 1917 года направлен в Тульчинский 754-й пехотный полк в составе 189-й пехотной дивизии (26-й армейский корпус), после чего, находясь на должности командира взвода, принимал участие в боевых действиях на Румынском фронте. В сентябре того же года старший унтер-офицер И. М. Пашков направлен в Саратов по болезни, где 30 октября вступил в красногвардейский отряд, в котором назначен командиром роты. 1 января 1918 года был ранен в ходе подавления восстания эсеров, после чего вернулся на родину.
В сентябре 1918 года Пашков призван в ряды РККА и направлен в 75-й советский железный полк (8-я дивизия), где был назначен на должность командира взвода, а в ноябре того же года — на учёбу на повторные командные курсы при штабе 8-й армии (бывших унтер-офицеров), в составе которых принимал участие в боевых действиях против войск под командованием П. Н. Краснова на территории Камачевского и Богучарского уездов (Воронежская губерния). После окончания курсов в феврале 1919 года назначен на должность командира взвода в 1-м Орловском советском полку, в составе которого участвовал в боях на Южном фронте против войск под командованием К. К. Мамонтова и А. Г. Шкуро в районе городов Елец и Задонск, а также на воронежском направлении. В том же году, находясь в составе отряда особого назначения 10-й армии, Пашков попал в плен. Содержался в Нижне-Девицкой тюрьме, откуда бежал через 20 дней и вернулся на родину, где вновь был задержан отрядом белых, приговорён к повешению, однако освобождён красным партизанским отрядом.
После возвращения в ревком в ноябре 1919 года был назначен на должность командира отряда по борьбе с дезертирством, а в мае 1920 года направлен в 78-й стрелковый полк (9-я стрелковая дивизия), где служил на должностях командира взвода, роты и батальона и принимал участие в боевых действиях против войск под командованием А. И. Деникина и П. Н. Врангеля. В октябре 1920 года Пашков в районе с. Акимовка вновь попал в плен, из которого бежал и вернулся в свой полк.
В октябре 1921 года назначен на должность командира роты в составе 123-го Кавказского горнострелкового полка (3-я Кавказская стрелковая дивизия), после чего принимал участие в боевых действиях по подавлению Гянджинского восстания, против меньшевиков в Грузии, дашнаков и мусаватистов в Закавказье.

### Межвоенное время
После окончания боевых действий И. М. Пашков служил в 6-м Кавказском стрелковом полку (3-я Кавказская стрелковая дивизия, Кавказская Краснознамённая армия) на должностях командира роты, начальника полковой школы.
В 1923 году окончил повторные командные курсы, а в 1928 году — курсы «Выстрел».
В январе 1930 года направлен в 3-й Кавказский Кутаисский горнострелковый полк (1-я горнострелковая дивизия), где служил на должностях начальника полковой дивизии, помощника командира полка по хозяйственной части. В июне 1936 года назначен на должность командира 14-го отдельного горнострелкового полка береговой охраны (Тихоокеанский флот).
8 октября 1937 года майор Илья Михайлович Пашков был уволен со службы по ст. 43 п. «б», арестован и находился под следствием органов НКВД. В октябре 1938 года освобождён из-под ареста и уволен в запас.
Приказом НКО от 25 сентября 1939 года Пашков восстановлен в кадрах РККА и назначен на должность помощника командира по материальному обеспечению 654-го стрелкового полка, а в ноябре — на должность заместителя командира 490-го мотострелкового полка (173-я мотострелковая дивизия, Приволжский военный округ), который вскоре был передислоцирован и включён в состав Северо-Западного фронта, после чего принимал участие в боевых действиях в ходе советско-финской войны. В апреле 1940 года назначен на должность командира 567-го мотострелкового полка этой же дивизии, в мае того же года — на должность командира 541-го стрелкового полка (136-я стрелковая дивизия), а в начале июня 1941 года — на должность инспектора вузов при Военном совете Закавказского военного округа.

### Великая Отечественная война
С началом войны находился на прежней должности.
28 июля 1941 года майор Пашков назначен на должность начальника отдела боевой подготовки 44-й армии, которая к концу ноября была передислоцирована в район Анапы и вскоре приняла участие в боевых действиях в ходе Керченско-Феодосийской десантной операции, во время которой Пашков участвовал в боях в районе Феодосии и на Ак-Монайских позициях, был дважды контужен.
В январе 1942 года назначен на должность заместителя командира 63-й горнострелковой дивизии, а с 9 мая исполнял должность командира 157-я стрелковая дивизия. В июне вновь назначен на должность начальника отдела боевой подготовки 44-й армии, которая с осени вела оборонительные боевые действия на моздокском направлении, а с января 1943 года — на ставропольском направлении.
15 февраля назначен на должность командира 271-й стрелковой дивизии, однако уже 8 апреля снят с занимаемой должности и в начале мая назначен заместителем командира этой же должности, а 8 июля — командиром 91-й стрелковой дивизии, которая вскоре принимала участие в боевых действиях в ходе Донбасской, Мелитопольской и Крымской наступательных операциях. 21 июня 1944 года полковник И. М. Пашков был снят с занимаемой должности, после чего находился в распоряжении Военного совета 2-го Белорусского фронта и в сентябре назначен на должность заместителя командира 217-й стрелковой дивизии, которая вела боевые действия на реке Нарев в районе Шарлат.
3 ноября 1944 года полковник Пашков назначен на должность командира 73-й стрелковой дивизии, которая вскоре принимала участие в боевых действиях в ходе Восточно-Прусской и Млавско-Эльбингской наступательных операций и освобождении города Алленштайн, после чего вела наступление по направлению на город Браунсберг, после чего находилась на побережье залива Фришес-Хафф.

### Послевоенная карьера
После окончания войны находился на прежней должности.
Дивизия под командованием Пашкова находилась в составе Особого военного округа, а в мае 1946 года была передислоцирована в Северокавказский военный округ, где в июле того же года была преобразована в 3-ю Унечскую ордена Ленина Краснознамённая ордена Суворова стрелковую бригаду расформирована в марте 1947 года.
Генерал-майор Илья Михайлович Пашков в апреле 1948 года вышел в запас по болезни. Умер 20 ноября 1961 года в Новороссийске (Краснодарский край).

## Награды
- Орден Ленина (21.02.1945);
- Три ордена Красного Знамени (17.03.1943, 12.05.1944, 03.11.1944);
- Орден Суворова 2 степени (10.04.1945);
- Орден Богдана Хмельницкого 2 степени (19.03.1944);
- Орден Отечественной войны 1 степени (18.09.1943);
- Орден Красной Звезды (11.04.1940);
- Медали.